# Tangwick Haa
Tangwick Haa er et historisk hus og museum, der ligger i Esha Ness på Northmavine, Shetlandsøerne. Bygningen har to etager og en tilhørende have omkranset af en mur, som er en liste building i kategori B.
Huset blev opført omkring 1690 til Cheynes-familien, der ejede land på Shetlandsøerne og flere steder i Skotland. En af de mest prominente medlemmer af familien der boede her i begyndelsen af sin barndom var John Cheyne der senere blev dommer. Det blev bygget ved siden af en stenstrand, der gav adgang til vejen fra det centrale Shetland.
I 1978 blev huset omdannet til besøgscenter for Northmavine. I 1987 blev det atter omdannet, denne gang til et museum.